# Santuario del Divino Niño Jesús de Florencia (Caquetá)
El Santuario del Divino Niño Jesús es un Santuario colombiano de culto católico, consagrada a Jesucristo en su advocación del Divino Niño Jesús. Se localiza a 35 kilómetros de la ciudad colombiana de Florencia (Caquetá), específicamente en la vereda Tarqui del corregimiento El Caraño, por la antigua carretera que comunica a Florencia con el Municipio de Guadalupe en el departamento del Huila. Es uno de los dos centros de culto pertenecientes a la Vicaría de Nuestra Señora de Lourdes en la Arquidiócesis de Florencia. Cuenta con una capacidad para recibir aproximadamente a 500 fieles.

## Historia
La historia del Santuario del Divino Niño Jesús se remonta a la época de la guerra colombo-peruana (1932-1933), cuando Francisco Quintero, uno de los primeros colonos de la zona, prestaba su servicio militar y participó en la construcción del carreteable Guadalupe-Florencia en 1932. Durante la ejecución de la obra, encontró una imagen del Divino Niño Jesús colocada sobre una roca por una mujer cuyo esposo había sido asesinado junto con su hijo, justo en aquel lugar.
Los vehículos empezaron a transitar por la carretera hacia el año de 1945, causando el deterioro de la imagen. En 1948 un conductor sufrió un accidente al atravesar un antiguo puente de madera. Cuando el vehículo empezó a rodar, el conductor se encomendó al Divino Niño, llegando al fondo del abismo sin rasguño alguno. En acción de gracias, cambió la imagen que estaba en la piedra.
El 27 de agosto de 1989 fue celebrada la primera misa por encargo de la señora Ligia Contreras, la cual fue oficiada por el obispo José Luis Serna Alzate. Asistieron 120 personas y desde esa fecha se siguió celebrando la eucaristía el primer domingo del mes. La primera peregrinación se llevó a cabo el primer domingo del mes de octubre de 1989.
Como consecuencia de las inclemencias del tiempo, dos misioneras tuvieron la idea de levantar una pequeña capilla y sin dar espera, en febrero de 1990 comenzaron a tramitar el permiso para la construcción. El diseño fue realizado por el arquitecto Rafael Alberto Farieta Gasca, y la obra fue dirigida por el ingeniero Pedro Antonio Farieta Gasca. En junio de 1990 y tras completar nueve peregrinaciones, el entonces obispo de Florencia, Monseñor Fabián Marulanda López, asistió para bendecir la primera piedra.